# 逆さ坂
「逆さ坂」（さかさざか）はAKB48グループのメンバーにより結成されたユニット・じゃんけん民の楽曲。楽曲は秋元康により作詞、HiBiKiにより作曲されている。2016年12月21日にじゃんけん民のシングルとしてYou, Be Cool!/KING RECORDSから発売された。楽曲のセンターポジションは田名部生来が務めた。

## 背景とリリース
2016年10月10日に神戸ワールド記念ホールで開催された『AKB48グループ ユニットシングル争奪じゃんけん大会in神戸ワールド記念ホール』で1位から7位となったメンバーへの特典としてユニットデビューが決まり、同年11月3日に発売日が決定した。ユニットのセンターポジションはじゃんけん大会で1位となった田名部生来で、AKB48加入から10年にして初めてセンターを務めた。楽曲はコンペによりHiBiKi作曲のものが採用され、演歌調の歌謡曲となっている。
キャッチコピーは、「人生は、逆さ坂」。
カップリング曲には、じゃんけん大会で8位から14位となったメンバーが歌唱し、8位の川本紗矢（AKB48）がセンターを務める「奇跡のドア」が収録された。

## シングル収録トラック
| #         | タイトル                        | 作詞      | 作曲      | 編曲           | 時間  |
| --------- | ------------------------------- | --------- | --------- | -------------- | ----- |
| 1.        | 「逆さ坂」                      | 秋元康    | HiBiKi    | 野中“まさ”雄一 | 3:46  |
| 2.        | 「奇跡のドア」(AKB48)           | 秋元康    | 外山大輔  | 佐々木裕       | 5:03  |
| 3.        | 「逆さ坂 (off vocal ver.)」     |           | HiBiKi    | 野中“まさ”雄一 | 3:46  |
| 4.        | 「奇跡のドア (off vocal ver.)」 |           | 外山大輔  | 佐々木裕       | 5:00  |
| 合計時間: | 合計時間:                       | 合計時間: | 合計時間: | 合計時間:      | 17:37 |

| #  | タイトル                                                  | 作詞 | 作曲・編曲 | 監督   |
| -- | --------------------------------------------------------- | ---- | ---------- | ------ |
| 1. | 「逆さ坂 Music Video」                                    |      |            | ZUMI   |
| 2. | 「奇跡のドア Music Video」                                |      |            | 井上強 |
| 3. | 「AKB48グループ 裏じゃんけん大会2016 〜最弱女王決定戦〜」 |      |            |        |

## じゃんけん民
じゃんけん民（じゃんけんみん）は、『AKB48グループ ユニットシングル争奪じゃんけん大会in神戸ワールド記念ホール』で1位から7位となったメンバーで結成されたユニット。

### メンバー
順位は『AKB48グループ ユニットシングル争奪じゃんけん大会in神戸ワールド記念ホール』におけるもの。所属グループは当時のものである。
| 氏名                         | 所属グループ  | プロフィール                       | 順位 |
| ---------------------------- | ------------- | ---------------------------------- | ---- |
| 田名部生来 （たなべ みく）   | AKB48         | 1992年12月2日（32歳）、滋賀県出身  | 1位  |
| 湯本亜美 （ゆもと あみ）     | AKB48         | 1997年10月3日（27歳）、埼玉県出身  | 2位  |
| 込山榛香 （こみやま はるか） | AKB48         | 1998年9月12日（26歳）、千葉県出身  | 3位  |
| 渋谷凪咲 （しぶや なぎさ）   | NMB48 / AKB48 | 1996年8月25日（28歳）、大阪府出身  | 4位  |
| 福岡聖菜 （ふくおか せいな） | AKB48         | 2000年8月1日（24歳）、神奈川県出身 | 5位  |
| 竹内彩姫 （たけうち さき）   | SKE48         | 1999年11月24日（25歳）、愛知県出身 | 6位  |
| 野澤玲奈 （のざわ れな）     | AKB48         | 1998年5月6日（26歳）、東京都出身   | 7位  |